# Liste der Baudenkmäler im Bonner Ortsteil Vilich
Die folgende Liste enthält in der Denkmalliste ausgewiesene Baudenkmäler auf dem Gebiet des Bonner Ortsteils Vilich im Stadtbezirk Beuel.
Hinweis: Die Reihenfolge der Denkmäler in dieser Liste orientiert sich an den Straßennamen und ist alternativ nach Hausnummern, Denkmallistennummer oder Bezeichnung sortierbar.
Basis ist die offizielle Denkmalliste der Stadt Bonn (Stand: 15. Januar 2021), die von der Unteren Denkmalbehörde geführt wird. Grundlage für die Aufnahme in die Denkmalliste ist das Denkmalschutzgesetz Nordrhein-Westfalens.
| Bild           | Bezeichnung                                                | Lage                                                     | Beschreibung                                                                                                | Bauzeit                    | Eingetragen seit | Denkmal- nummer |
| -------------- | ---------------------------------------------------------- | -------------------------------------------------------- | --- | -------------------------- | ---------------- | --------------- |
| weitere Bilder | Friedhof Vilich                                            | Adelheidisstraße Karte                                   | |                            | Dezember 1984    | A 673           |
| weitere Bilder | Heiligenhäuschen Vilich                                    | Adelheidisstraße/Auf dem Mühlenberg Karte                | |                            |                  | A 2067          |
| weitere Bilder |                                                            | Adelheidisstraße 2 Karte                                 | |                            |                  | A 997           |
| weitere Bilder | Bürgermeister-Stroof-Haus                                  | Adelheidisstraße 3 Karte                                 | | um 1700, um 1800           |                  | A 721           |
| weitere Bilder |                                                            | Adelheidisstraße 4 Karte                                 | |                            |                  | A 1001          |
| weitere Bilder | Ehemalige Stiftschule Vilich                               | Adelheidisstraße 6 Karte                                 | |                            |                  | A 1010          |
| weitere Bilder | Romanischem Rundbogen, Teil der ehemaligen Immunitätsmauer | Adelheidisstraße 6 Karte                                 | |                            |                  | A 1010          |
| weitere Bilder | Katholische Pfarrkirche St. Peter                          | Adelheidisstraße (8) Karte                               | |                            |                  | A 1291          |
| weitere Bilder | Steinwegekreuz Vilich                                      | Adelheidisstraße (8)                                     | an der Stiftskirche St. Peter                                                                               | 1714                       |                  | A 833           |
| weitere Bilder | St. Adelheidisstift                                        | Adelheidisstraße 10 Karte                                | von der ursprünglichen Anlage zwei einfache Trakte an der Chorsüdseite der ehemaligen Stiftskirche erhalten | 17. Jahrhundert            |                  | A 1015          |
| weitere Bilder |                                                            | Adelheidisstraße 13 Karte                                | |                            |                  | A 281           |
| weitere Bilder |                                                            | Adelheidisstraße 15 Karte                                | |                            | 1989             | A 1686          |
| weitere Bilder |                                                            | Adelheidisstraße 17 Karte                                | |                            |                  | A 3533          |
| weitere Bilder | „Altes Pastorat“                                           | Adelheidisstraße 19 Karte                                | |                            |                  | A 2472          |
| weitere Bilder | Steinkreuz, „Pfingsten-Kreuz“                              | Am Burgpark Karte                                        | | 1885                       |                  | A 835           |
| weitere Bilder | Burg Lede                                                  | An der Burg Lede Karte                                   | | mittelalterlich            |                  | A 1647          |
| weitere Bilder | Steinwegekreuz Vilich, „Pfaffenpfädchenskreuz“             | Garten-/Gerhardstraße Karte                              | | 1662                       |                  | A 1912          |
| weitere Bilder | Steinwegekreuz Vilich                                      | Käsberg-/Adelheidisstraße Karte                          | auch als „Schöffen-“ bzw. „Schultheißenkruz“ (Scholtes = Schultheiß) bezeichnet                             | 1663                       |                  | A 1971          |
| weitere Bilder | GGS Adelheidisschule                                       | Käsbergstraße 1 Karte                                    | | 1874, 1911                 |                  | A 4110          |
| weitere Bilder |                                                            | Käsbergstraße 24 Karte                                   | |                            |                  | A 3988          |
| weitere Bilder | Ledenhof                                                   | Käsbergstraße 32 Karte                                   | |                            |                  | A 160           |
| weitere Bilder | Steinwegekreuz Vilich „Pastorskreuz“ 1679                  | Schiller-/Schultheißstraße (am Wendehammer) Karte        | | 1679                       |                  | A 1978          |
| weitere Bilder |                                                            | Schillerstraße 2 Karte                                   | |                            |                  | A 3317          |
| weitere Bilder |                                                            | Schillerstraße 4 Karte                                   | |                            |                  | A 3027          |
| weitere Bilder |                                                            | Schillerstraße 6 Karte                                   | |                            |                  | A 962           |
| weitere Bilder | Eschenhof                                                  | Schillerstraße 12 Karte                                  | Fachwerkbau auf älterem Keller; 1825–1896 Amtssitz der Vilicher Bürgermeister                               | Mitte des 18. Jahrhunderts |                  | A 273           |
| weitere Bilder | Steinwegekreuz Vilich, 1692                                | Schillerstraße/Verbindungsweg zur Schultheißstraße Karte | | 1692                       |                  | A 1888          |
| weitere Bilder | Teil der Immunitätsmauer des ehemaligen Stiftes Vilich     | Stiftsstraße 131                                         | |                            |                  | A 1011          |